# Atolla vanhoeffeni
Espèce
Atolla vanhoeffeni est une espèce de méduses appartenant à la famille des Atollidae.